# Podrzecze (Grande-Pologne)
Pour les articles homonymes, voir Podrzecze.
Podrzecze (prononciation : [pɔˈdʐɛt͡ʂɛ]) est un village polonais de la gmina de Piaski dans le powiat de Gostyń de la voïvodie de Grande-Pologne dans le centre-ouest de la Pologne.
Il se situe à environ 4 kilomètres au sud-ouest de Piaski (siège de la gmina), à 2 kilomètres au sud-est de Gostyń (siège du powiat) et à 60 kilomètres au sud de Poznań (capitale régionale).
Le village possède une population de 333 habitants en 2015.

## Histoire
De 1975 à 1998, le village faisait partie du territoire de la voïvodie de Leszno.

Depuis 1999, Podrzecze est situé dans la voïvodie de Grande-Pologne.